# Andremo tutti in paradiso
Andremo tutti in paradiso (Nous irons tous au paradis) è un film del 1977 diretto da Yves Robert.
È il seguito di Certi piccolissimi peccati (1976).

## Trama
Dopo aver scoperto per caso una foto in cui la moglie Marthe abbraccia uno sconosciuto con una camicia a quadri, Étienne Dorsay è in preda alla gelosia e pensa a come scoprire l'identità dell'amante.
Nel frattempo, Étienne e i suoi amici acquistano una casa in campagna provvista di campo da tennis e venduta a un prezzo molto basso, che si scopre essere alla fine della pista di un enorme aeroporto.
Simon vede morire sua madre e ne prova un immenso dolore, nonostante l'inferno in cui la donna lo faceva vivere. Daniel, sebbene sia omosessuale, deve sposarsi con la sua più matura fidanzata che però cambia idea all'ultimo momento. Bouly, il seduttore, si sente perduto di fronte alla nuova compagna e ai principi dell'amore libero. Quanto a Étienne, alla fine scopre che la foto della moglie con un altro uomo era solo la prova di un gruppo teatrale amatoriale. Tuttavia l'uomo ignora, al contrario dei suoi amici, che sua moglie ha veramente un amante.